# Sonāmura
Sonāmura är en ort i Indien.   Den ligger i distriktet West Tripura och delstaten Tripura, i den östra delen av landet, 1 500 km öster om huvudstaden New Delhi. Sonāmura ligger 23 meter över havet och antalet invånare är 10 821.
Terrängen runt Sonāmura är platt. Runt Sonāmura är det tätbefolkat, med 356 invånare per kvadratkilometer. Närmaste större samhälle är Barjala, 18,3 km nordost om Sonāmura. I omgivningarna runt Sonāmura växer huvudsakligen savannskog.